# Силвия Пинал, пред теб
„Силвия Пинал, пред теб“ (на испански: Silvia Pinal, frente a ti) е мексикански биографичен сериал от 2019 г., режисиран от Моника Мигел и Карла Естрада и продуциран от Карла Естрада за Телевиса. Сюжетът е базиран на биографичната книга Това съм аз: Силвия Пинал (на испански: Esta soy yo: Silvia Pinal) на мексиканската актриса Силвия Пинал. Снимките на продукцията започват на 17 септември 2017 г. и завършват на 20 април 2018 г. В главната роля е Итати Канторал.

## Актьори
- Итати Канторал - Силвия Пинал
  - Никол Вале - Силвия Пинал (млада)
  - Миа Рубин Легарета - Силвия Пинал (тийнейджър)
  - Лара Кампос - Силвия Пинал (дете)
- Артуро Пениче - Полковник Луис Пинал
- Алберто Касанова - Рафаел Банкелс
- Габриела Риверо - Соня Гаскон „Дебеланката“
  - Роберта Бурнс - Соня Гаскон „Дебеланката“(млада)
- Адриана Нието - Силвия Паскел
  - Одемарис Руис - Силвия Паскел (млада)
- Касандра Санчес Наваро - Виридиана Алатристе
- Мария Чакон - Алехандра Гусман
- Ваня Агуайо - Стефани Салас
- Марсело Кордоба - Артуро де Кордова
- Пабло Монтеро - Густаво Алатристе
- Гонсало Гусман - Фелипе Роман
- Карен Рове - Леля Беатрис
- Себастиан Монкайо - Ернесто Алонсо
- Кения Гаскон - Мария Луиса Идалго
  - Мария де ла Фуенте - Мария Луиса Идалго (млада)
- Фатима Торе - Леля Конча
- Луис Хосе Сантандер - Мойсес Паскел
- Роберто Бландон - Луис Бунюел
- Мая Мишалска - Жани Рукар
- Хари Гейтнер - Емилио Аскарага Милмо
  - Елеасар Гомес - Емилио Аскарага Милмо (млад)
- Мане де ла Пара - Фернандо Фраде
- Ернесто Лагуардия - Тулио Ернандес Гомес
- Хосе Мария Галеано - Енрике Родригес Аладй „Ел Геро“
- Рафаел Амадор - Емилио Фернандес
- Хосе Мария Негри - Андрес Солер
- Фернандо Алонсо - Севериано де ла Барера
- Давид Рамос - Диего Ривера
- Педро Сикард - Тулио Демичели
- Плутарко Аса - Грегорио Валерстейн
- Шарис Сид - Либертад Ламарке
- Хорхе Гайегос - Педро Инфанте
- Летисия Пердигон - Ева
- Патрисия Бернал - Баба Ховита
- Сусана Александър - Секретарка в XEW
- Лорена Веласкес - Директорката на колежа
- Рикардо Франко - Хорхе Негрете
- Самуел Рога - Херман Валдес
- Роберто Соса - Агустин Лара
- Хуан Игнасио Аранда - Мигел Контрерас Торес
- Серхио Клайнер - Лекарят
- Октавио Миер - Маноло Фабрегас
- Виктория Камачо - Моника Марбан
- Сара Монталво - Хосефина
- Кармен Бесера - Соня Инфанте
- Клаудия Тройо - Ариадна Велтер
- Лорена Алварес - Тереса
- Ани Саенс - Антония
- Роберто Микел - Ариел
- Ернесто Годой - Карлос
- Родриго Абед - Психологът
- Мигел Писаро - Детективът
- Карлос Гера - Рохелио Гера
- Раул Араиса-мл. - Раул Араиса
- Ектор Крус - Марио Моя Паленсия
- Мичел Лопес - Хайме Гарса

## Премиера
Премиерата на Силвия Пинал, пред теб е на 24 февруари 2019 г. по Las Estrellas. Последният 21. епизод е излъчен на 22 март 2019 г.

## Продукция
През декември 2016 г. е потвърдено, че Телевиса подготвя сериал, базиран на живота на Силвия Пинал, като снимките започват през февруари 2017 г. През май 2017 е обявено, че сериалът е отменен, но по-късно информацията, която е подадена е, че само се отлага. Продуцентката Карла Естрада дава изявление „Това е проект, към който Телевиса не проявява интерес, а снимките ще продължат през ноември 2017 г.“ На 16 ноември 2017 г. официално е обявено, че започват снимките на сериала. Снимките приключват през април 2018 г.